# Montfleur
Montfleur é uma comuna francesa na região administrativa de Borgonha-Franco-Condado, no departamento de Jura. Estende-se por uma área de 7,88 km². Em 2010 a comuna tinha 183 habitantes (densidade: 23,2 hab./km²).